# Westliche Jin-Dynastie
Die Westliche Jin-Dynastie (chinesisch 西晉 / 西晋, Pinyin Xījìn) war eine chinesische Dynastie zwischen den Jahren 265 und 316. Sie wurde nach der Absetzung des letzten Wei-Kaisers vom ersten Jin-Kaiser Sima Yan (司馬炎 / 司马炎) begründet. 280 erreichte sie die Wiedervereinigung Chinas. Aber schon 316 musste der letzte Westliche Jin-Kaiser vor der Armee des Staates Han-Zhao (漢趙 / 汉赵) kapitulieren – das Ende der Westlichen Jin-Dynastie.
Ein Mitglied der kaiserlichen Familie konnte in Südchina am mittleren und unteren Lauf des Jangtsekiang die Östliche Jin-Dynastie (東晉 / 东晋,  Dōngjìn) errichten, während das chinesische Kernland am mittleren und unteren Lauf des Gelben Flusses in Chaos fiel. Die Westliche Jin-Dynastie mit ihren 52 Jahren Bestand ist eine recht kurzlebige Dynastie in der chinesischen Geschichte. Dennoch stellt sie eine kurze Einigungsphase innerhalb der langwährenden Teilungszeit zwischen den Han und Sui dar.
Die Hauptstadt der ersten drei Westlichen Jin-Kaiser war Luoyang, die Hauptstadt des letzten Jin-Kaisers war Chang’an.

## Aufstieg der Familie Sima
Der Aufstieg der Familie Sima begann mit dem Großvater des ersten Jin-Kaisers, mit Sima Yi (司馬懿 / 司马懿). Anfangs ein Offizier in der Armee von Cao Cao, stieg er durch seine militärischen Erfolge auf. Nach der Errichtung der Wei-Dynastie wurde Sima Yi mit der Verteidigung des Landes gegen die Einfälle von Shu Han beauftragt. 238 konnte er erfolgreich die heutige chinesische Provinz Liaoning für die Wei-Dynastie erobern, wodurch er enorm in der Hierarchie aufstieg. Als im Jahre 239 Kaiser Ming von Wei starb, wurde er als einer der beiden wichtigsten Minister beauftragt, den 9-jährigen Thronerben ins Regierungsgeschäft einzuführen. Die persönliche Rivalität der beiden Minister jedoch spitzte sich im Lauf der Zeit immer weiter zu und führte zu heftigen Machtkämpfen. 249 benutzte Sima seine militärische Macht, tötete den anderen Minister und nahm den Kaiser gefangen, dem er eigentlich helfen sollte.
Nach Sima Yis Tod nahmen seine Söhne, die Brüder Sima Shi und Sima Zhao, nacheinander die Regenten-Stellung an, wobei die Position des Wei-Kaisers von Tag zu Tag wackeliger wurde. 254 wurde Kaiser Cao Fang (曹芳) kurzerhand abgesetzt, 260 wurde Kaiser Cao Mao (曹髦) sogar getötet, was Sima Zhao allmächtig machte.

## Einigung des Landes
263 konnte Sima Zhao die innere Unruhe von Shu Han ausnutzen und diesen (Teil-)Staat übernehmen. Der Tod hinderte ihn an der Verwirklichung von weiteren Plänen, aber 265 setzte dann sein Sohn Sima Yan († 289, postum: Wu Di) den letzten Wei-Kaiser ab und ließ sich selbst als Kaiser ausrufen.
Danach bereitete sich der neue Kaiser intensiv die Eroberung des Staates Wu vor, wobei er den Fehler von Cao Cao bei der Schlacht von Chibi vermied und eine eigene Marine aufbaute. Erst nach 7-jähriger Vorbereitung setzte er seine Armee in Bewegung. Nach wenigen Monaten kapitulierte der Wu-Kaiser Sun Hao in seiner umzingelten Hauptstadt (280).

## Wiederaufbau des Landes und die Einwanderung der Minderheitsvölker
Nach der Einigung des Landes musste der Jin-Kaiser versuchen, die Armee zu demilitarisieren und die Wirtschaft wieder in Schwung zu bringen. Zu dieser Zeit gab es große Landstriche, die unbebaut waren. Sima konfiszierte dieses Land per Verfügung und verteilte es an alle, die bereit waren, das Land zu bestellen. Vor allem Armeeangehörige wurden mit Steuererleichterungen belohnt, falls sie ein Landleben aufnehmen wollten. Damit sich die Bevölkerungszahl so schnell wie möglich erholte, ermutigte (und manchmal zwang) Sima die Angehörigen der Minderheitsvölker im Norden und Westen des Landes einzuwandern und sesshaft zu werden. Vor allem am mittleren Lauf des Gelben Flusses siedelten sich viele dieser Volksstämme an. Diese Politik erwirkte auf der einen Seite tatsächlich einen Belebungseffekt für das Land, auf der anderen Seite führte sie aber zu Konflikten zwischen den Kulturen, Völkern und Sitten, die manchmal zu blutigen Auseinandersetzungen führten.

## Belehnung der kaiserlichen Verwandtschaft und Wirren der acht Könige
Der erste Kaiser der Jin-Dynastie war der Meinung, dass er den Wei-Kaiser deswegen so leicht verdrängen konnte, weil die Wei-Kaiserfamilie sehr schwach war. Sie hatte kaum Blutsverwandte in wichtigen Positionen und stützte sich hauptsächlich auf die „fremden“ Minister. Er betrachtete den Machtzuwachs der nicht blutsverwandten Minister als die größte Bedrohung seines Kaiserhauses. Deswegen belehnte er seine Verwandtschaft großzügig mit dem gewonnenen Land und stattete sie mit großer Macht aus. Diese blutsverwandten Prinzen durften zum Beispiel Armeen unterhalten und eigene Münzen prägen. Diese auswärtigen Prinzen sollen dafür im Notfall die Minister in der Hauptstadt in Schach halten.
Das war im Grunde genommen genau der umgekehrte Weg als der, den die westliche Han-Kaiser gegangen waren. Ironischerweise hatte diese Staatsphilosophie genau das Gegenteil dessen bewirkt, was der erste Jin-Kaiser beabsichtigt hatte: es hatte die Jin-Regierung zu einer sehr labilen Regierung gemacht.
Sima Yans Sohn, der ihm als Kaiser auf dem Thron folgte, war geistig behindert. Das Regierungsgeschäft musste von seiner Mutter und der Verwandtschaft mütterlicher Seite wahrgenommen werden. Die Konflikte zwischen den Ministern, die hauptsächlich von den Verwandten der Kaiserwitwen gestellt wurden, und den auswärtigen Prinzen, die alle den Namen Sima trugen, also direkte Verwandten des ersten Kaisers waren, spitzten sich in den Jahren immer weiter zu, bis es zu militärischen Konflikten kam. In der späteren Phase waren es Konflikte zwischen acht Prinzen, die alle eng miteinander verwandt waren und um die Kontrolle der Zentralregierung rangen. Sie schwächten die Jin-Dynastie so stark, dass sie wenige Jahre nach der Beendigung des Konfliktes unterging. Dieser Vorgang wird in der Geschichtsschreibung als die Kriege der acht Prinzen bezeichnet.

## Untergang
Während die Mitglieder des Kaisershauses einander zerfleischten und das Haus entscheidend schwächten, spitzte sich der Konflikt zwischen den eingewanderten Nomadenstämmen aus dem Norden und Westen und den dort ansässigen Chinesen sowie der Verwaltung immer weiter zu. Zum Ende der Westlichen Jin-Dynastie kam es jedes Jahr zu Aufständen in den empfindlichen Regionen direkt um die Hauptstadt Chang’an. Die machthungrige und aufstrebende Oberschicht der Einwanderer war nicht mehr gewillt, sich der korrupten Jin-Regierung unterzuordnen.
Im Jahre 304 erhob sich der Militärgouvenuer der heutigen Provinz Shanxi, der ursprünglich ein Xiongnu war: Liu Yuan ließ sich zum Herrscher ausrufen und errichtete damit das erste der später als Sechzehnkönigreiche bezeichneten kleineren und kurzlebigen Königreiche: Die Han-Zhao-Dynastie. 311 überfiel die Armee seines Sohns und Nachfolgers Liu Cong Luoyang und nahm den Jin-Kaiser Jin Huaidi gefangen. 316 wurde Chang’an erobert und der letzte westliche Jin-Kaiser Jin Mindi geriet ebenfalls in Gefangenschaft.